# Championnat du Ghana de football 2024-2025
Navigation
Saison précédente Saison suivante
La saison 2024-2025 du Championnat du Ghana de football est la soixante-cinquième édition de la première division au Ghana.
Le FC Samartex 1996 est le tenant du titre.

## Déroulement de la saison
Le championnat est composé de dix-huit équipes, il démarre le 8 septembre 2024. Il y aura trois clubs relégués en fin de saison. 
Le champion se qualifie pour la Ligue des champions de la CAF 2025-2026 et le vainqueur de la Coupe du Ghana pour la Coupe de la confédération 2025-2026.
Le Nsoatreman FC se retire de la compétition après la 23e journée, tous les matchs suivant sont validés 3 à 0 pour les adversaires.
Lors de l'avant dernière journée le Nations FC quitte le terrain pour protester contre l'arbitrage et le manque de sécurité, le club sera pénalisé de 3 points en fin de saison.
Lors de la dernière journée de championnat, deux clubs peuvent gagner le titre, Nations FC ou Bibiani Gold Stars, Nations FC perd son dernier match à domicile permettant à Gold Stars de remporter son premier titre de champion du Ghana. 

## Les clubs participants
- Medeama Sporting Club
- Nsoatreman FC
- FC Samartex 1996
- Berekum Chelsea
- Dreams FC
- Hearts of Oak SC
- Aduana Stars
- Bechem United
- Asante Kotoko SC
- Karela Football Club
- Legon Cities FC
- Bibiani Gold Stars
- Accra Lions Football Club
- Heart of Lions Football Club
- Nations FC
- Young Apostles - promu de D2
- Holy Stars - promu de D2
- Vision FC - promu de D2

## Compétition
Le barème de points servant à établir les classements se décompose ainsi :
- Victoire : 3 points
- Match nul : 1 point
- Défaite : 0 point

### Classement
| Rang | Équipe                       | Pts  | J  | G  | N  | P  | Bp | Bc | Diff |
| ---- | ---------------------------- | ---- | -- | -- | -- | -- | -- | -- | ---- |
| 1    | Bibiani Gold Stars           | 63   | 34 | 18 | 9  | 7  | 38 | 21 | +17  |
| 2    | Heart of Lions Football Club | 60   | 34 | 17 | 9  | 8  | 38 | 24 | +14  |
| 3    | Hearts of Oak                | 58   | 34 | 16 | 10 | 8  | 32 | 18 | +14  |
| 4    | Asante Kotoko SC C           | 58   | 34 | 16 | 10 | 8  | 37 | 27 | +10  |
| 5    | Nations FC                   | 58-3 | 34 | 18 | 6  | 10 | 40 | 22 | +18  |
| 6    | Dreams FC                    | 52   | 34 | 14 | 10 | 10 | 31 | 29 | +2   |
| 7    | FC Samartex 1996 T           | 51   | 34 | 13 | 12 | 9  | 33 | 25 | +8   |
| 8    | Medeama Sporting Club        | 50   | 34 | 15 | 5  | 14 | 44 | 34 | +10  |
| 9    | Aduana Stars                 | 47   | 34 | 12 | 11 | 11 | 39 | 34 | +5   |
| 10   | Bechem United                | 47-3 | 34 | 14 | 8  | 12 | 32 | 28 | +4   |
| 11   | Vision FC P                  | 45   | 34 | 11 | 12 | 11 | 34 | 35 | -1   |
| 12   | Holy Stars P                 | 44+3 | 34 | 11 | 8  | 15 | 35 | 37 | -2   |
| 13   | Berekum Chelsea              | 44   | 34 | 12 | 8  | 14 | 35 | 35 | 0    |
| 14   | Karela Football Club         | 41   | 34 | 11 | 8  | 15 | 28 | 26 | +2   |
| 15   | Young Apostles P             | 40   | 34 | 10 | 10 | 14 | 24 | 36 | -12  |
| 16   | Accra Lions                  | 35   | 34 | 9  | 8  | 17 | 32 | 44 | -12  |
| 17   | Legon Cities FC              | 25   | 34 | 7  | 4  | 23 | 23 | 53 | -30  |
| 18   | Nsoatreman FC                | 15-6 | 34 | 5  | 6  | 23 | 17 | 64 | -47  |

|  | Qualification pour la Ligue des champions de la CAF 2025-2026 |
|  | Qualification pour la Coupe de la confédération 2025-2026     |
|  | Relégation                                                    |

- Bechem United a une pénalité de trois points à la suite d'une non présentation au match contre Holy Stars[4].
- Nations FC a une pénalité de trois points pour avoir quitté le terrain contre Holy Stars lors de l'avant dernière journée de championnat[5]. A l'inverse, Holy Stars est crédité de 3 points[6].
- Nsoatreman FC se retire du championnat avant la 24e journée pour des raisons de sécurité, le club est pénalisé de six points et tous les matchs suivants sont perdus 0-3[7].

## Bilan de la saison
| Championnat du Ghana de football 2024-2025 |                                |
| Champion                                   | Bibiani Gold Stars (1er titre) |
| Coupes et trophées                         |                                |
| Vainqueur de la Coupe du Ghana 2024-2025   | Asante Kotoko SC               |
| Qualifications continentales               |                                |
| Ligue des champions de la CAF 2025-2026    | Bibiani Gold Stars             |
| Coupe de la confédération 2025-2026        | Asante Kotoko SC               |
| Promotions et relégations                  |                                |
| Promus en Premier League                   | Techiman Eleven Wonders FC     |
| Promus en Premier League                   | All Blacks FC                  |
| Promus en Premier League                   | Hohoe United                   |
| Relégués en Division One                   | Accra Lions                    |
| Relégués en Division One                   | Legon Cities FC                |
| Relégués en Division One                   | Nsoatreman FC                  |